# Yosef Klausner
Pour les articles homonymes, voir Klausner.
Yossef Gedaliah Klauzner (en hébreu : יוסף קלוזנר) ou Klausner (20 août 1874 - 27 octobre 1958 à Jérusalem) est un historien et érudit juif. Professeur de littérature hébraïque à l'Université hébraïque de Jérusalem, il fut le rédacteur en chef de l’Encyclopedia Hebraica, et un candidat à l'élection du premier Président d'Israël en 1949. Il est le grand oncle d'Amos Oz.

## Biographie

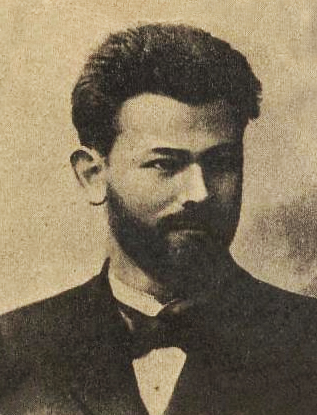
Joseph Klausner, 1910.

Yossef Klausner naît à Valkininkai dans l'actuelle Lituanie en 1874. Au tournant du siècle sa famille quitte la Lituanie où l'antisémitisme ne cessait de croître pour s'établir à Odessa. Il grandit et étudie à Odessa, où il fréquente les mouvements sionistes et les cercles scientifiques et littéraires.
Sioniste convaincu, Klausner a personnellement connu Theodor Herzl. En 1919 il émigre en Palestine sous mandat britannique, et tient à l'Université hébraïque de Jérusalem la chaire de littérature en hébreu moderne, puis celle d'Histoire juive à laquelle il aspirait, et qui comprenait la recherche sur l'histoire du Second Temple de Jérusalem.
Joseph Klausner était membre du cercle des militants politiques sionistes russes d'Odessa, qui comprenait Vladimir Jabotinsky et Menahem Ussishkin. Bien qu'il ne soit pas un «homme du parti», il a soutenu le Sionisme révisionniste. En juillet 1929, Klausner a créé le Comité du Mur des Lamentations (en) pour promouvoir le droit de Juifs sur le Mur. Au dire de son petit-neveu, Amos Oz (dans son roman autobiographique Une histoire d'amour et de ténèbres), sa maison dans le quartier Talpiot de Jérusalem a été détruite lors des émeutes palestiniennes de 1929

## Travaux et pensée
Klausner visite la Palestine en 1912 pour la première fois, et s'y installe définitivement en 1919. Il y enseigne l'histoire du peuple juif au séminaire des instituteurs de Jérusalem, et en 1925, il entre comme professeur à l'Université hébraïque de Jérusalem.
Il fait partie de ceux qui jouèrent un rôle déterminant dans la renaissance de la langue hébraïque avec Yehuda Grazovski et Eliezer Ben Yehuda.
Il passa son doctorat en Allemagne et écrivit sur Jésus de Nazareth un livre qui fut trouvé si riche d'informations par Herbert Danby (en), un prêtre anglican, que ce dernier le traduisit d'hébreu en anglais pour que les érudits anglais pussent profiter de ses renseignements. Il acquit la célébrité par son livre Jésus de Nazareth et sa suite De Jésus à Paul. Il soutenait que c'était en regardant Jésus comme un juif et un israélite non-conformiste qu'on le comprenait le mieux. Il soutenait que Jésus était un juif réformateur mais juif pratiquant jusque dans sa mort. Ce point de vue fut contesté tant du côté chrétien que du côté juif. Certains hommes d'église[Lesquels ?] furent si scandalisés que Danby ait osé traduire cette œuvre controversée, qu'ils demandèrent son rappel de Jérusalem.
Bien que n'étant pas un juif orthodoxe en termes d'adhésion à la pensée orthodoxe traditionnelle, il n'en observait pas moins les traditions, dont le chabbat et la cacherouth. Il avait une vaste connaissance du Talmud et de la littérature midrachique[réf. souhaitée]. Klausner a aussi repris d'Ahad HaAm l'édition de HaMe'assef. S'il ne fut pas un juif orthodoxe, il fut un sioniste national libéral passionné. En 1949, il fut candidat des conservateurs lors des élections pour la présidence d'Israël. Il a soutenu plusieurs controverses avec Chaim Weizmann, lequel devint finalement le premier président d'Israël.

## Récompenses et honneurs
En 1941 et 1949, Klausner a reçu le Prix Bialik, prix littéraire annuel décerné par la municipalité de Tel Aviv, pour récompenser la littérature hébraïque et la « pensée juive ».
La rue dans laquelle se trouvait sa maison dans le quartier Talpiot fut rebaptisée "rue Klausner".
Pour honorer ses mérites, un timbre commémoratif le représentant fut aussi gravé en 1982.

## Source
1. ↑  (en) Hame'assef à la JewishVirtualLibrary.